# 鎌田實×村上信夫 日曜はがんばらない
鎌田實×村上信夫 日曜はがんばらない（かまたみのる むらかみのぶお にちようはがんばらない）は、2012年4月8日開始の文化放送のトーク番組である。

## 概要
パーソナリティを務める鎌田實（諏訪中央病院名誉院長）と村上信夫（フリーアナウンサー、元NHKアナウンサー）は長年、NHKラジオ第1放送の祝日特番である「鎌田實 いのちの対話」でもパーソナリティを担当するなど、親交が深い。
この番組は事実上「いのちの対話」を民放の文化放送に委譲する形の続編と位置づけられており、鎌田と村上の体験談や、2人の感銘を受けた本や映画、音楽などについて対談する他、不定期で鎌田による健康講座や、2人と親交の深い著名人らとの鼎談も放送されている。
放送形式は、事前収録で行われているが、第1回目の放送のみ生放送で行われた。2020年春ごろから、新型コロナウィルス対策のため、鎌田の出演の大半は、諏訪中央病院に近い茅野市の鎌田の自宅にZoomをつないで出演する機会が増えている。
題名は鎌田の著書「がんばらない」にちなんでいる。

## 放送時間

### 放送開始 - 2020年3月
- 毎週日曜 10:00 - 10:30

『全日本大学駅伝』と『さいたま国際マラソン』（2015年 - 2018年）の実況中継がある日は放送休止。

### 2020年4月 -
- 毎週日曜 6:20 - 6:45